# Rudolf Lassel
Rudolf Lassel (n. 15 martie 1861, Brașov – d. 18 ianuarie 1918, Brașov) a fost un compozitor, dirijor, organist și profesor sas transilvănean. Studiile muzicale le-a început în Brașov și Leipzig, continuându-le la Conservatorium für Musik din Leipzig (1881-1883). A urmat în paralel studii de teologie și filozofie la Universitatea din Leipzig (1880-1883), fiind persoana cea mai importantã a muzicii bisericești din secolul al XIX-lea în rândul sașilor. A fost profesor de muzică la Școala Evanghelică de Băieți din Brașov (1883-1885) și Gimnaziul din Bistrița (1885), dirijor al Reuniunii de Muzică din Bistrița (1885-1887), organist (1887), cantor și director muzical al Catedralei Evanghelice Biserica Neagră (1887-1918), profesor de muzică la Gimnaziul și Seminariul Honterus din Brașov (1887-1918), dirijor la Societății Mannergesangverein din Brașov (1889-1918). A cules și a prelucrat folclor săsesc din Transilvania. A dirijat marele capodopere vocal-simfonice (Elias de Mendelssohn-Bartholdy – 1891, Odiseus de Max Brukh – 1892, Creațiunea de Haydn – 1896 etc.). A fondat corul de copii al bisericii brașovene (1894). A fost distins cu Der rote Adlerorden, cls. a IV-a. A lucrat în colaborare cu Jan Leveslav Bella la o nouă Gesangbuch der Evangelische Landeskirche (Sibiu, Edit. Josef Drotleff).

## Biografie
Rudolf Lassel s-a născut într-o familie care a prețuit foarte mult cultura și avea sã-l determine de mic sã se ocupe de învãțarea pianului și apoi a teoriei muzicale. La gimnaziul evanghelic (azi Liceul Teoretic „Johannes Honterus”), pe care l-a absolvit în anul 1880, Rudolf Lassel a scris deja primele compoziții prin anii 1876-1877 (compoziții pentru pian din sfera muzicii de dans). Dupã bacalaureat, Lassel a plecat la Leipzig pentru a studia teologia și psihologia. Dupã un an însã, a renunțat la aceste materii și s-a înscris la Conservatorul de Muzicã (1881). Printre studenții prezenți la Leipzig odatã cu Lassel îi putem gãsi și pe brașovenii Gheorghe Dima și Iacob Mureșianu. Întoarcerea lui Lassel în Transilvania a avut loc în 1883, după primirea diplomei de absolvire.
Pânã sã primeascã postul de organist la Biserica Neagrã, Lassel a fost profesor la gimnaziul evanghelic din Bistrița, unde, în cei doi ani de activitate, a reușit sã ridice nivelul muzical, mai ales în domeniul vocal. Dintre primele mãsuri care au îmbunãtãțit calitatea muzicii de orgã consemnãm adoptarea unui repertoriu mult mai vast axat pe doi poli importanți: muzica lui J.S. Bach și muzica romanticã (atunci contemporanã). Calitãțile de organist ale lui Lassel au fost imediat remarcate și astfel instrumentul din Biserica Neagrã a putut din nou sã rãsune la posibilitãțile sale reale. Postludiul dupã slujbã a primit o însemnãtate mult mai mare, fiind anun˛at cu câteva zile în avans în paginile ziarului Kronstädter Zeitung. Spre deosebire de programele de astãzi, concertele de orgã din acea vreme au inclus deseori doar pãrți dintr-o compoziție. Transcrierile diferitelor teme din alte genuri muzicale s-au bucurat de o mare popularitate. Calitatea de bun improvizator la orgã al lui Rudolf Lassel este astãzi principalul handicap pentru a-l cunoaște mai bine pe planul compozițiilor de orgã. Din pãcate sunt pãstrate doar cele douã compoziții mari: Preludiul și fuga în do minor și Fantezia pe coralul Ein´ feste Burg ist unser Gott (O cetate puternicã este Dumnezeul nostru). Un preludiu de coral pe tema Te Deum (Grosser Gott wir loben dich/Dumnezeu mare Te lãudãm) și 121 de preludii mici de coral sunt incluse în cartea de corale publicatã în anul 1900, la Sibiu. Orga a fost folositã și în douã compoziții importante ca instrument principal: Die Leidensgeschichte unseres Herrn (Patimile dupã Matei) și Busslied(Cântecul cãinței).
Contactele sale cu Casa Regalã de la București au început odatã cu concertele de pian și orgã din Castelul Peleș, unde a cântat pentru regina Elisabeta. Douã dintre poeziile ei au fost transpuse pe muzicã de Lassel. Construcția orgii Rieger din castelul Peleș este de asemenea legatã de numele lui Rudolf Lassel.
Întreaga sa activitate muzicalã a gravitat în jurul Bisericii Negre. Corul de elevi înființat de el în anul 1894 (Schülerkirchenchor) dupã modelul corului din Biserica Sf. Toma din Leipzig (Thomaner), a participat la îmbogãțirea slujbelor religioase și i-au permis lui Lassel sã abordeze un repertoriu bogat și valoros. Prima cantatã de Bach care s-a cântat la Brașov în anul 1907 (Wachet auf ruft uns die Stimme, BWV 140), a fost cântatã de cãtre acest cor de tineri. Aparițiile acestui cor la diferitele ocazii din Brașov au fost un impuls și pentru alte comunitãți de a crea astfel de coruri. Cu acest cor și împreunã cu corul de tineret a reușit sã cânte la Brașov oratoriile Elias de Mendelssohn și Creațiunea de J. Haydn. Înființarea corului de tineret, precum și colaborarea acestuia cu corul bãrbãtesc, au constituit premisele viitorului cor Bach, care avea sã se formeze în anul 1933.
Activitatea sa pedagogicã a cuprins orele de muzicã la gimnaziu (pentru care a redactat un manual în cinci volume cu cântece populare și religioase) și ore particulare de muzicã la materiile pian, canto și orgã. Elevul sãu cel mai cunoscut a fost Paul Richter, care i-a urmat calea și a studiat la Leipzig, în locul unde Rudolf Lassel începuse în anul 1881.

## Creația

### Muzică de teatru
Amor în Pensionat, op. 15, singspiel pentru soliști, cor și pian/orchestră, cu premiera șa Brașov.

Muzică vocal-simfonică
Preis und Anbetung, imn pentru cor bărbătesc, bas, tenor și acompaniament de suflători;
Die Leidengeschichte unseres Herrn Jesu Christi, op. 23, cor mixt, soliști și orgă, Brașov 1930;
Die Matthäuspassion, oratoriu în trei părți (ultima secțiune neterminată), soliști, cor mixt și orgă/orchestră;

### Muzică de cameră
Jugendidyll (1877), vals pentru pian;
Fantasie und Fugue în do minor pentru orgă;
Preludii pentru orgă;
Kurze Vorspiele zu Klavierstücken.

### Muzică corală
Als ich bei meinen Schafen Wacht, pastorală pentru cor mixt;
Was tönt so wundersamer Klang, pentru cor mixt;
Lass dich nu ja nichts dauern,  motet pentru cor mixt;
Das ist ein Grüssen hier und dort, motet pentru cor mixt;
Buss-lied, op. 6, pentru altist solo, cor mixt și orgă;
Honterus-lied, op. 10, pentru cor mixt, versuri de Heinrch Schlandt;
Zwei Männerchӧre, op. 9 (Cuprinde: Es ist ein Traummlicht über dir și Einsamkeit);
Drei Lieder in Volk-ston, op. 11 (1. Sachsenlied für Männerchor oder einst immig mit Klavier oder Orchesterbegleitung, Brașov, Editura W. Hiemesch; 2. Mein Sachsenland, gemischter Chor, Brașov, Editura W. Hiemesch; idem Einstimming mit Klavier oder Orchester, Leipzig, Editura Lehmann; 3. Honterus-lied, Leipzig, Editura Lehmann);
Drei Männerchӧre, op. 20 (1. Daraus; 2. Sachsenhort; 3. Durch uns `re Sachsenganen dringt), Brașov, Editura W. Hiemesch;
Wie der Hirsch schreit nauch frischen Wasser, pentru cor mixt, soliști și orgă (după Psalmul 42), Brașov, Editura H. Zeidner; 
20 Chӧre zur Leidensgeschichte für Männerchӧr, op. 22;
Für uns, pentru cor mixt și voce solo;
Gelübde, op. 29, nr.1, pentru cor bărbătesc, Brașov, Editura H. Zeidner;
Gruss an Hermannstadt, pentru cor bărbătesc, pe versuri de Julius Rӧmer;
Gefallenen Kameraden, pentru cor bărbătesc, pe versuri de Ostwald.

### Muzică vocală
Drei Duette für Singstimmen mit Klavierbegleitung, op. 7;
Frühlingslust (1896), pentru voce și pian, pe versuri de Regine Ziegler;
Mädchentod (1896), pentru voce și pian, pe versuri de Michael Albert;
Trinklied (1896), pentru voce și pian, pe versuri de Regine Ziegler;
Ein Kleines Lied (1897), pentru voce și pian;
Allein (1897), pentru voce și pian, pe versuri de Regine Ziegler;
Wilkommen (1897), pentru voce și pian, pe versuri de Julius Rӧmer;
Karpathenwacht, patru cântece pe versuri de Malvine Antoni, Brașov, Editura W. Hiemesch;
Lieder, volksausgabe, Herausgegeben von Kuratorium zur herausgabe der Werke Rudolf Lassels, Brașov, Editura W. Hiemesch;
Drei Volks-und Vaterlands lieder für die Siebenbürger Sachsen, pentru voce și pian, pe versuri de Max Moltke, Brașov, Editura Johann Hedwig;
Zwei Lieder in sieben bürgische Mondart für Mitte Stimme mit Klavierbegleitung, Brașov, Editura Hiemesch;
Sechs Lieder im Volkston, op. 16, Sibiu, Editura Krafft.

### Lucrări didactice
Liederstrauss ein Liederbuch für Schule und Haus. Cinci caiete

### Muzicologie
Einführung in das weltliche Oratorium “Odysseus” von Max Bruch (1892), Arhiepiscopia Bisericii Negre din Brașov.